# UN/CEFACT Modelling Methodology
UN/CEFACT Modelling Methodology (UMM) は、企業間電子商取引の業務プロセスを策定するための開発方法論である。UN/CEFACTが標準化を行っている。
UMMが対象とする範囲は、JIS X 7001 標準電子取引参照モデル (ISO/IEC 14662 Open-edi reference model) でいうところの業務運用ビュー（BOV）である。つまり、企業間取引を実装する個別技術を捨象した、業務の本質的な姿をモデル化することを狙いとしている。実装技術が何であるか (メッセージの構文がXMLかEDIFACTか、あるいはメッセージ伝送にebXMLを用いるかWebサービスを用いるか) といったことは問わない。
UMMの構成はソフトウェア開発プロセスのUnified Processを参考にしている。すなわち、インセプション (方向付け)、エラボレーション (推敲)、コンストラクション (構築)、トランジション (移行) の各フェーズにおいて、ビジネスモデリング、リクワイアメンツ、アナリシス、デザイン の各ワークフローを適宜実施することで完成形へと近付いていく。
各ワークフローにおいてどのような成果物 (モデリング結果) を作成するかはUMM仕様書で規定されており、その記法にはUMLを用いる。UMMでは業務プロセスをユースケースとみなすため、ワークフローが進むにつれてユースケースを詳細化した記述を作成していくことになる。

## ebXMLとの関係
- 企業間で交換するメッセージのモデルについては、UMMでもある程度扱うが、より詳細なモデル化技法が同じUN/CEFACTによってebXML Core Componentsとして開発されている。
- ebXML BPSSによる企業間プロセス定義を開発するために、UMMの技法を使うことができる。